# Fauna de la península Ibèrica

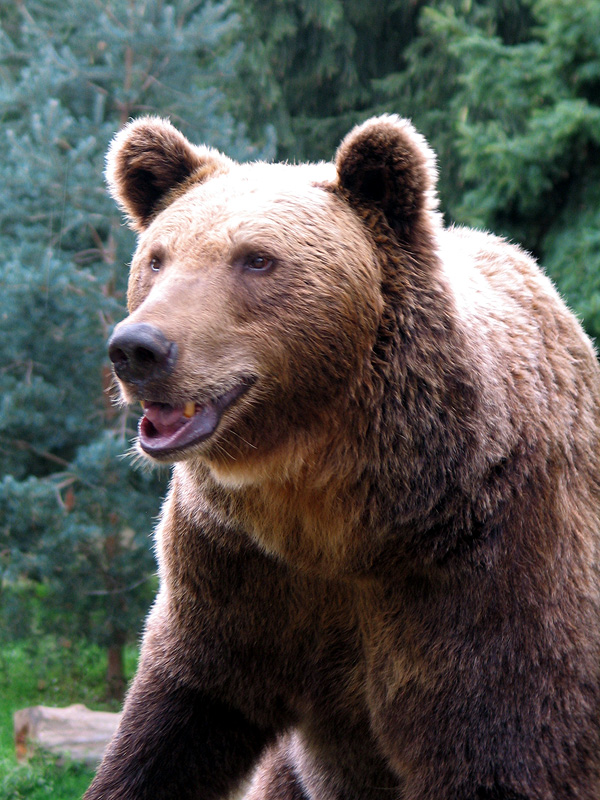
Ós bru als Pirineus, captiu en un parc prop d'Argelés, a la Vall d'Aran.

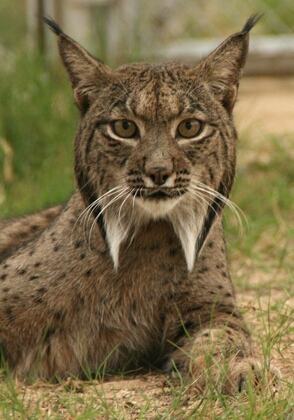
Linx ibèric

La fauna de la península Ibèrica presenta una àmplia diversitat que es deu en gran part a dos factors, la posició geogràfica de la península Ibèrica, entre l'Atlàntic i el Mediterrani i entre Àfrica i Euràsia, i la gran diversitat d'hàbitats i biòtops, conseqüència d'una varietat considerable de climes i regions ben diferenciades.
Entre els grans carnívors destaquen dues espècies desaparegudes de bona part d'Europa Occidental: l'ós bru, que sobreviu a la serralada Cantàbrica i en certs enclavaments pirinencs, i el llop ibèric, subespècie endèmica de la Península. Encara que el carnívor més emblemàtic és sens dubte el linx ibèric, el fèlid més amenaçat de tot el continent europeu. Molt més nombroses són les poblacions de gat salvatge europeu, de guineu vermella i les d'alguns mustèlids: el teixó, el turó comú i la mostela; una mica menys nombroses són les de llúdria, marta i fagina. Els vivèrrids estan representats per la geneta comuna; i els herpèstids, per la mangosta comuna.
Els herbívors estan representats per espècies bastant esteses, com alguns cèrvids: el cérvol comú, la daina i el cabirol. Hi ha poblacions endèmiques de cabra salvatge ibèrica i reductes pirinencs i cantàbrics d'isard. També està àmpliament estès el senglar.

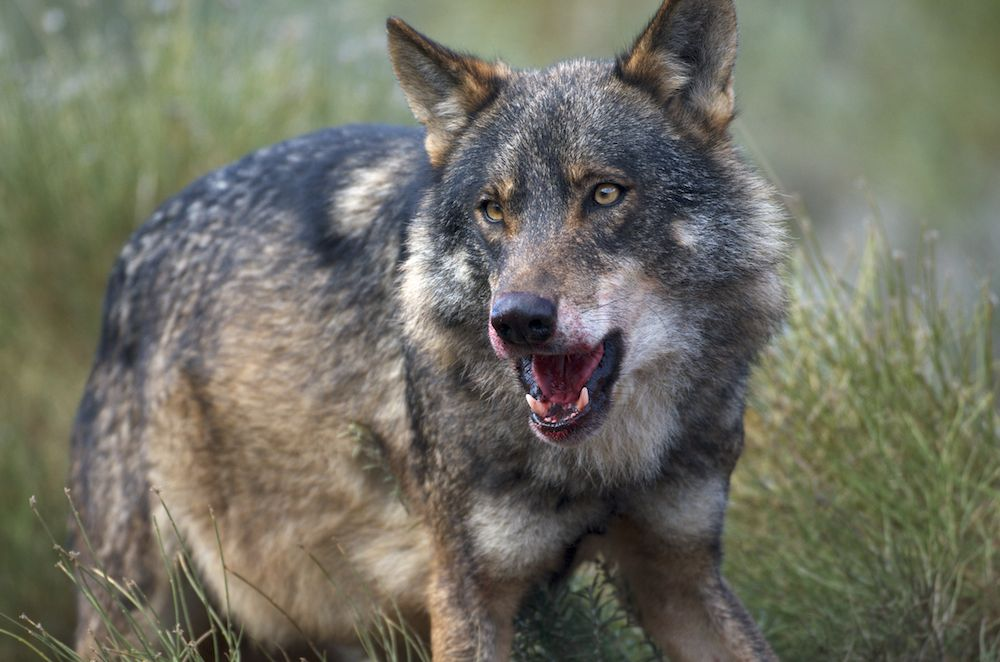
Llop ibèric

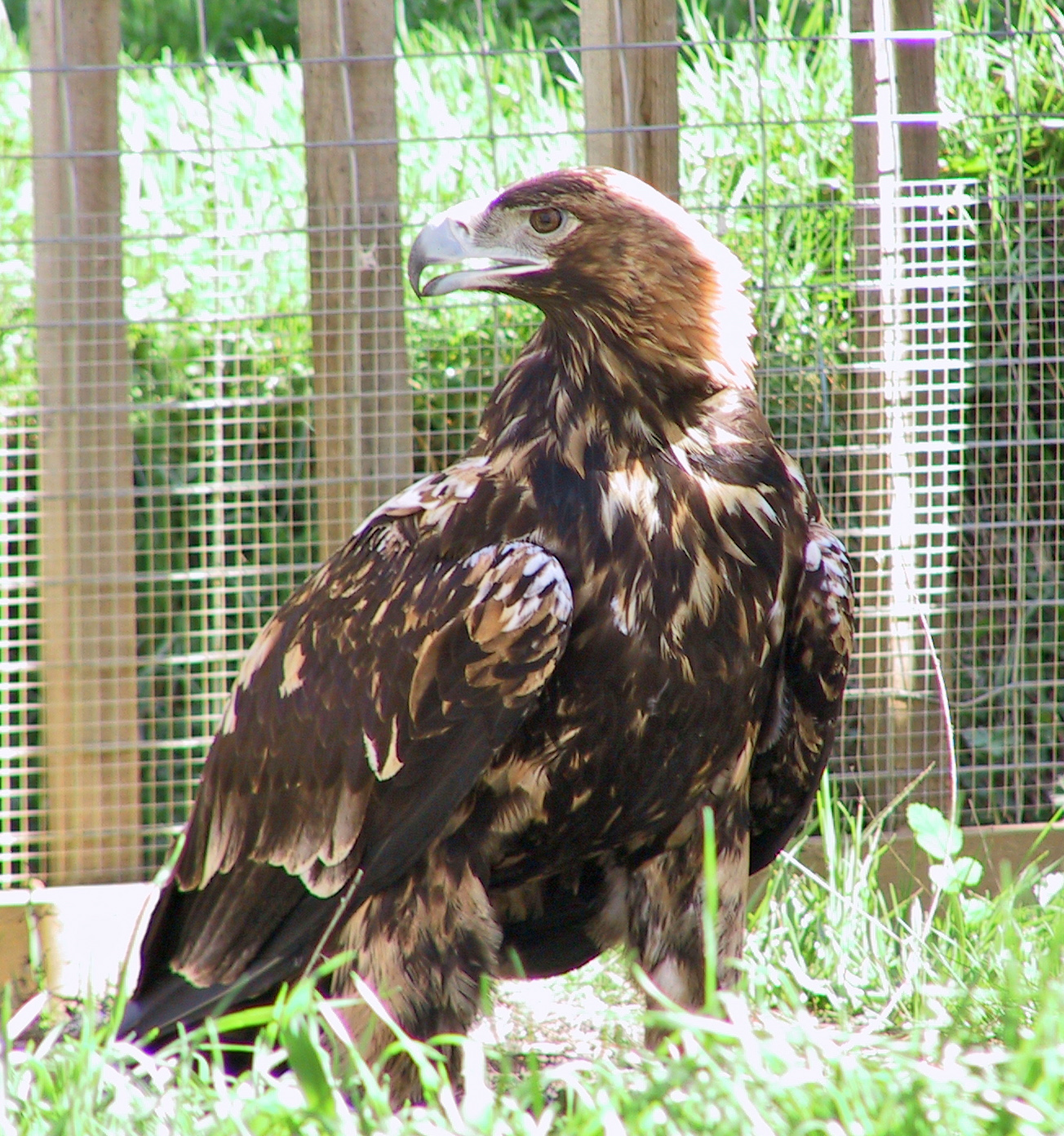
Àguila imperial ibèrica.

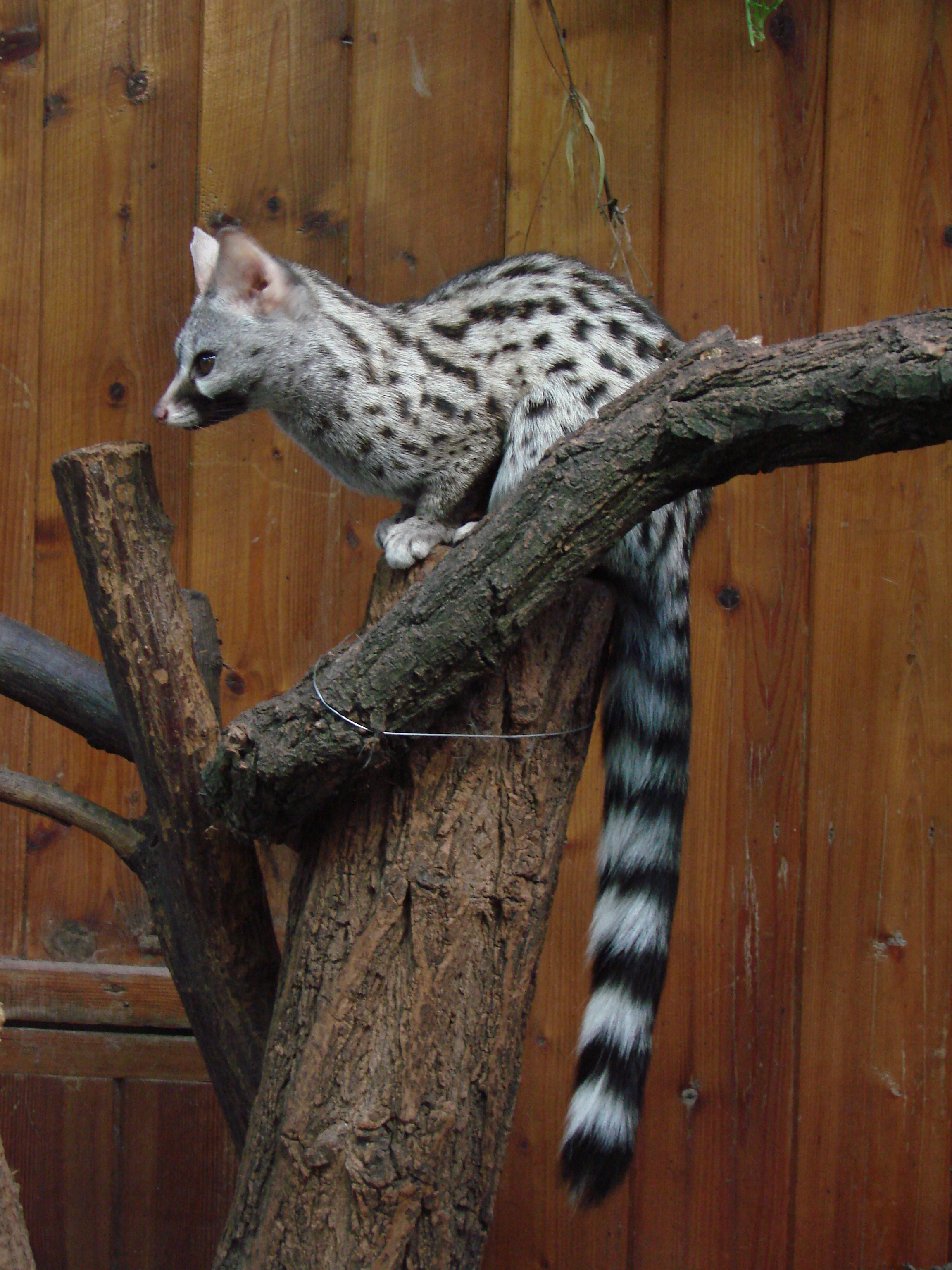
Genetta genetta.

La diversitat d'ambients, altituds, orientació, composició del substrat, microclimes, etc. origina una considerable varietat de fauna.
Els mamífers més representatius són: 
- Linx ibèric, llop ibèric, os bru, porc senglar, cabra salvatge ibèrica, cérvol, cabirol, daina, isard, gall salvatge, rabosa, teixó, gerdosa, geneta, mostela, conill, eriçó comú, Elyomis quercinus, musaranya comuna, ratpenat, gat salvatge europeu, guilla, turó comú, llúdria, marta, fagina, mangosta comuna.

Entre els amfibis podem trobar: 
- Galibat o ofegabous, gripau d'esperons, gripau parter ibèric, gripau comú i granota.

Quant als rèptils: 
- Sargantana cuallarga, sargantana ibèrica, serp verda, serp blanca, escurçó ibèric, tortuga mediterrània, tortuga mora, tortuga d'estany, tortuga de rierol.
- Colobres: De Ferradura, bastarda i d'escala.

Les aus constituïxen el grup més interessant i abundant, destacarem: 
- Gaig, estornell, abellerol, oriol, agatejador, oreneta daurí.

- Rapinyaires diürnes: 
  - Àguila reial, àguila perdiguera, àguila culebrera, àguila calçada, voltor comú, voltor negre, trencalòs, astor i falcó pelegrí.

- Rapaços nocturns: 
  - gamarús eurasiàtic, mussol reial i mussol xic.

En els barrancs i rius podem trobar: 
- Madrilla, carpa i truita de riu.

## Aigües continentals
Fins a l'arribada de les noves tècniques moleculars d'estudi taxonòmic es pensava que la diversitat de peixos d'aigua dolça era molt menor en els rius del llevant i de la resta de la península Ibèrica en contrast amb la major part d'Europa. Amb aquestes noves tècniques s'han identificat als rius i llacs de la península Ibèrica 45 espècies de peixos (estrictament d'aigua dolça) que pertanyen a 15 famílies i es calcula que hi ha encara 6 tàxons de peixos més que queden per descriure.
El percentatge d'espècies endèmiques als Països Catalans sobre el total del continent europeu és molt elevat, del 55%. En cipriniformes l'endemicitat puja fins al 80% (23 espècies endèmiques d'un total de 29)
L'alta taxa d'endemismes es considera en general com una resposta a fenòmens ambientals i històrics.
La fauna piscícola d'aigües continentals té un origen antic (Oligocè superior), fa almenys 26 milions d'anys, moment en el qual desapareixen les famílies tropicals de peixos que hi havia abans de l'Oligocè. Quan es van aixecar la serralada dels Pirineus la península Ibèrica i, per tant, els Països Catalans queden pràcticament aïllats de la resta de fauna piscícola europea.
Al Miocè superior hi ha l'Assecament del Mediterrani i la Península va poder ésser colonitzada per fauna africana o europea. Quan es va obrir l'estret de Gibraltar fa 5,5 milions d'anys, la fauna de peixos dels Països Catalans va tornar a quedar aïllada. Finalment al llarg del segle XX arriben espècies invasores amb peixos perjudicials per als peixos autòctons. Al declivi faunístic hi ha contribuït també les dessecacions, contaminacions, embassaments, construcció de noves lleres per als rius, etc.

### Espècies catalogades com en perill
- Esturió (Acipenser sturio)
- Bavosa de riu (Salaria fluviatilis),
- Fartet o fartonet (Aphanius iberus) endèmic peninsular.
- Samaruc (Valencia hispanica) endèmic peninsular.
- Anguila (Anguilla anguilla)
- Espinós o jonqueter (Gasterosteus aculeatus)

Tant el fartet com el samaruc estan amenaçats per l'espècie invasora (introduïda amb la finalitat inicial de combatre els mosquits) Gambusia holbrooki. El fartet i el samaruc migren cap a aigües més salines. Actualment aquestes espècies endèmiques només es troben en una dotzena de localitats peninsulars, entre elles tres del País Valencià. El samaruc es troba molt restingit però sembla que anys enrere es presentava des dels Aiguamolls de l'Empordà fins al nord de la província d'Alacant. Actualment només n'hi ha a Peníscola, Albufera de València i Pego-Oliva.